# West Coast Trail
De West Coast Trail (WCT) is een langeafstandswandelpad aan de westkust van Canada. De 75 km lange route is volledig gelegen aan de zuidwestkust van Vancouver Island in de provincie Brits-Columbia. Het pad werd aangelegd in 1907 om het redden van overlevenden bij scheepsongevallen langs de verraderlijke kust van het eiland te faciliteren. Het pad werd dan ook oorspronkelijk de Dominion Lifesaving Trail genoemd.
Het langeafstandswandelpad maakt deel uit van het Pacific Rim National Park. Het loopt van de plaats Bamfield in het noorden naar Port Renfrew in het zuiden en passeert daarbij verschillende indianenreservaten. De West Coast Trail is door verschillende wandelmagazines en -websites als een van de beste wandelroutes ter wereld bestempeld.
De trail is enkel toegankelijk van 1 mei tot 30 september en na reservatie. Er zijn verschillende kampeerlocaties, waaronder bij de Tsusiat-waterval.

## Galerij

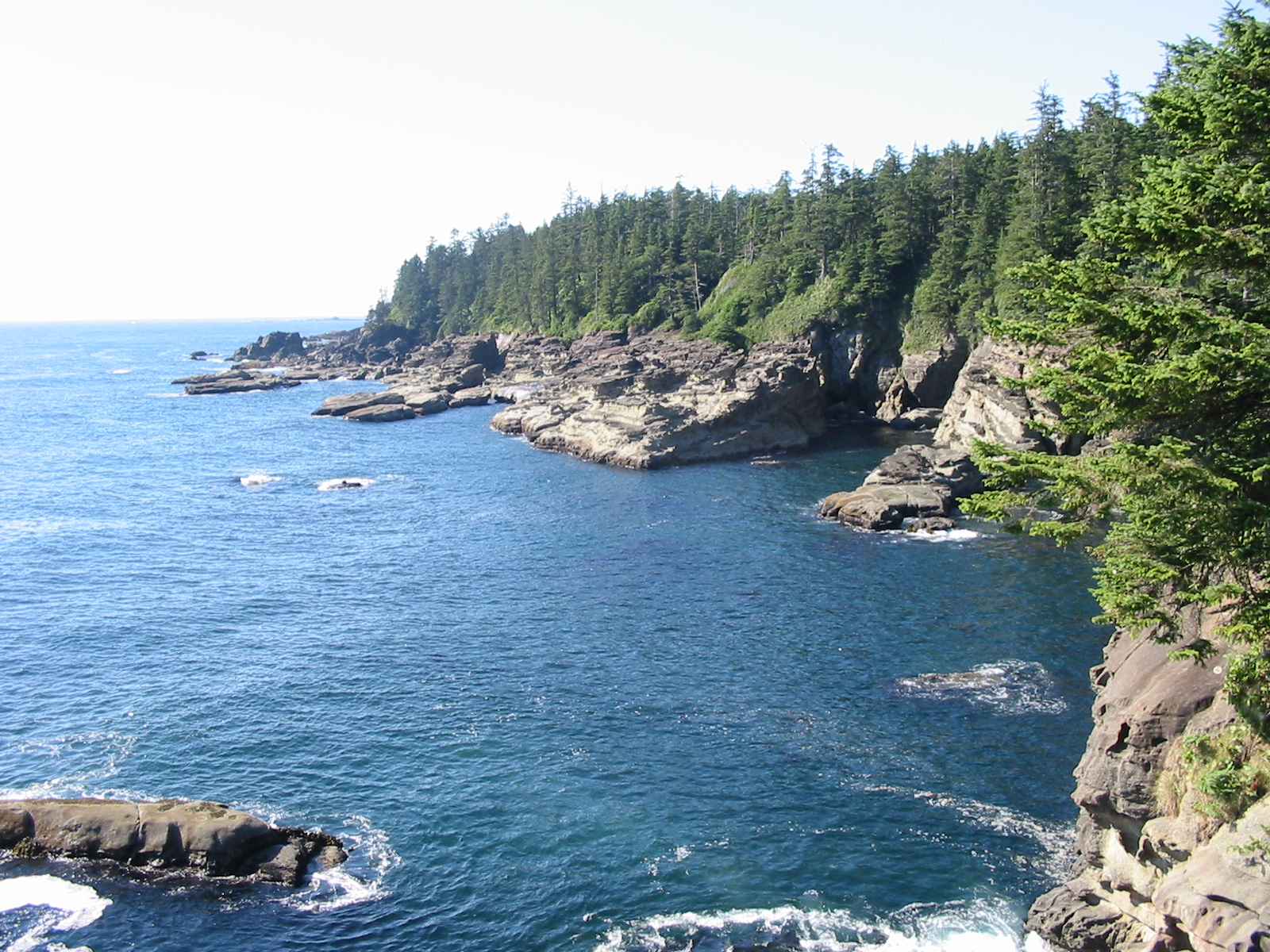
Zicht op de kust vanaf het pad
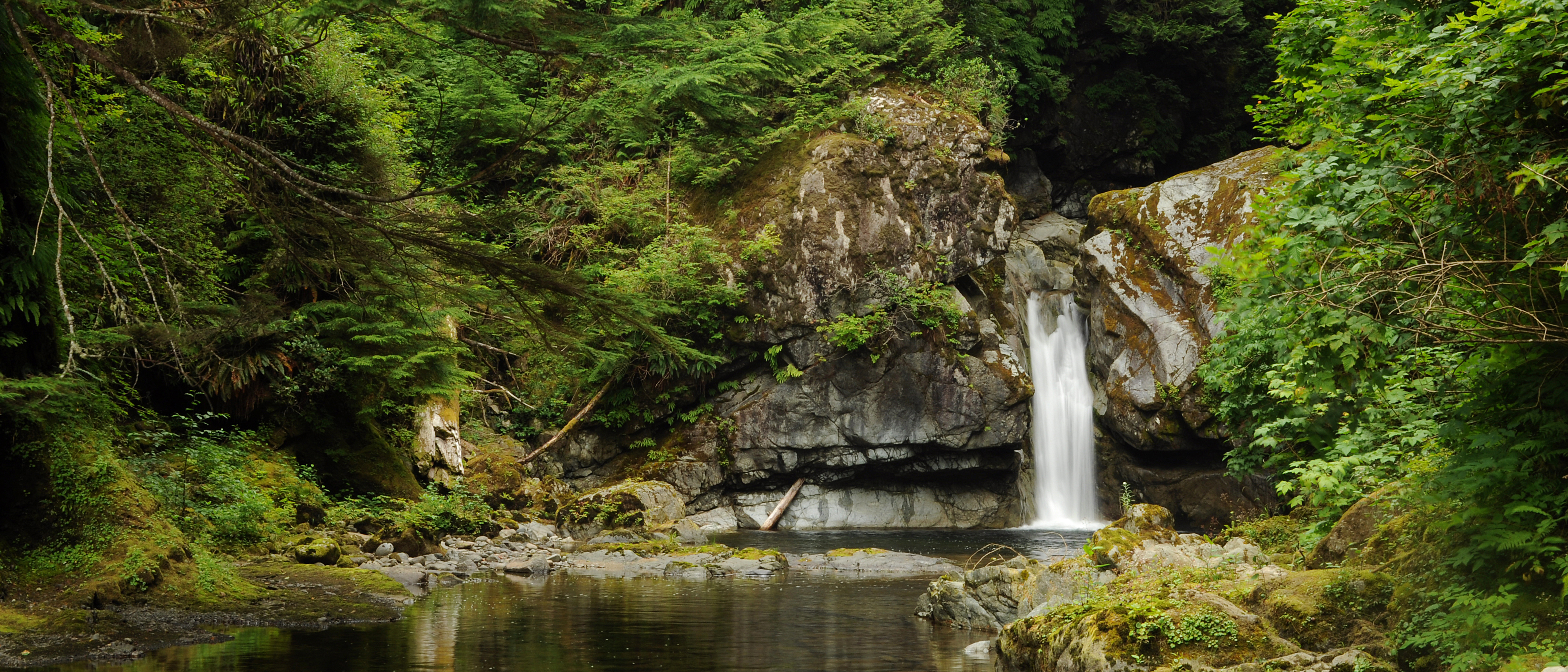
Waterval van de Darling River